# Pales efferata
Pales efferata är en tvåvingeart som först beskrevs av Frederick Wollaston Hutton 1901.  Pales efferata ingår i släktet Pales och familjen parasitflugor. Inga underarter finns listade i Catalogue of Life.